# Richard McLean
 Richard Thorpe McLean (* 12. April 1934 in Hoquiam, Washington, USA; † 3. Januar 2014 in Castro Valley, Kalifornien, USA) war ein US-amerikanischer zeitgenössischer Maler, Grafiker und wichtiger Vertreter des Fotorealismus. Er zählte zu den Vertretern der ersten Generation der Fotorealisten und war besonders bekannt für seine Pferdebilder.

## Leben und Wirken
Richard McLean studierte bis 1958 am California College of Arts and Crafts in Oakland und 1962 am Mills College in Oakland. Er hatte seine erste Einzelausstellung im Jahr 1957 in der Lucien Labaudt Gallery in San Francisco.
Thema seiner fotorealistischen Malerei waren neben Landschaftsgemälden fast ausschließlich Pferde. Diese stellte er in allen Lebenslagen und Situationen, mit ihren Reitern, auf Turnieren oder auf der Weide dar.
Richard McLean war mit drei Bildern Teilnehmer der Documenta 5 in Kassel im Jahr 1972 in der bahnbrechenden Abteilung Realismus.
Richard McLeans Bilder sind Teil wichtiger internationaler und öffentlicher Sammlungen, unter anderem des Museum of Modern Art in New York City, des Sprengel Museums in Hannover und des Berardo Museum in Lissabon, Portugal.
McLean lebte in Oakland und zuletzt in Castro Valley, Kalifornien, wo er Anfang 2014 im Alter von 59 Jahren starb.